# Peridelias fasciata
Peridelias fasciata är en fjärilsart som beskrevs av W. Warren 1907. Peridelias fasciata ingår i släktet Peridelias och familjen mätare. Inga underarter finns listade i Catalogue of Life.